# Marcus de Vogelaer
Marcus de Vogelaer (Antwerpen, 1553 - Amsterdam, 1610) was afkomstig uit Antwerpen en behoorde tot de voornaamste reders en kooplieden in Amsterdam. In 1599 behoorde hij tot de oprichters van de Brabantsche Compagnie. Zijn echtgenote was Margaretha van Valkenburg, ze hadden negen kinderen. In 1608 gaf de VOC-Kamer Amsterdam de opdracht aan Marcus de Vogelaer en Jan Hermansz van Reen om op zoek te gaan naar een schip voor Henry Hudson.